# Rise of the Blood Legion - Greatest Hits (Chapter 1)
Rise of the Blood Legion - Greatest Hits (Chapter 1) è una raccolta del gruppo statunitense In This Moment, pubblicata il 5 maggio 2015 dalla Century Media.

## Tracce
1. Whispers of October – 1:06
2. Beautiful Tragedy – 4:01
3. Prayers – 3:47
4. Daddy's Falling Angel – 4:12
5. The Rabbit Hole – 1:06
6. Forever – 4:24
7. Into the Light (live version) – 5:43
8. The Gun Show – 4:48
9. The Promise – 4:29
10. World in Flames – 5:21
11. Rise With Me – 2:07
12. Blood – 3:28
13. Scarlet – 3:50
14. Adrenalize – 4:16
15. It Is Written – 0:30
16. Burn – 4:45
17. Whore – 4:06
18. The Blood Legion – 4:29